# Aneta Woźniak-Braszak
Aneta Woźniak-Braszak – polska fizyczka, doktor habilitowany nauk fizycznych. Profesor uczelni na Wydziale Fizyki i Astronomii Uniwersytetu im. Adama Mickiewicza w Poznaniu.

## Życiorys
Studia na kierunku fizyka ukończyła w 1990 roku na ówczesnym Wydziale Matematyki i Fizyki UAM (praca magisterska pod tytułem Magnetyczny rezonans jądrowy a struktura i dynamika molekularna w krystalicznych modelach błon lipidowych na przykładzie chlorków alkiloamoniowych C9H19ND3Cl i C11H23ND3Cl; promotorem był prof. Stefan Jurga). Jeszcze podczas studiów została zatrudniona jako pracownik techniczny (1988–1990) w Zakładzie Fizyki Wysokich Ciśnień macierzystego wydziału. 
Po uzyskaniu dyplomu magisterskiego została zatrudniona w tym Zakładzie jako asystent i pozostała na tym stanowisku do 2012 roku (w latach 1991–1999 przebywała na urlopie wychowawczym wychowując trójkę dzieci). Doktoryzowała się na macierzystym Wydziale Fizyki UAM w 2005 na podstawie pracy pt. Badanie procesów relaksacyjnych w mieszaninach: poli(naftalenian etylenu) - poliwęglan (promotorem był prof. Kazimierz Jurga).
W 2012 roku awansowała na pozycję adiunkta Zakładu Fizyki Wysokich Ciśnień. Habilitowała się w 2019 na podstawie oceny dorobku naukowego oraz cyklu publikacji pt. Technika NMR poza rezonansem jako metoda do badania wolnych ruchów molekularnych w układach homo- i heterojądrowych. 
Na macierzystym Wydziale Fizyki i Astronomii UAM pracuje jako profesor uczelni i kierownik w Zakładzie Fizyki Materiałów Funkcjonalnych. W kadencji 2024–2028 pełni na macierzystym wydziale funkcję prodziekana ds. studenckich i kształcenia.
Swoje prace publikowała m.in. w „Solid State Nuclear Magnetic Resonance", „Journal of Magnetic Resonance" oraz „European Polymer Journal".